# James van der Beek
James David van der Beek (Cheshire, Connecticut, 8 de marzo de 1977) es un actor estadounidense conocido por interpretar a Dawson Leery en Dawson's Creek y a Elijah Mundo en CSI: Cyber.

## Primeros años
Van der Beek nació en Cheshire, Connecticut, hijo de Melinda, una exbailarina y administradora de un gimnasio, y de James William van der Beek, un ejecutivo de una compañía de teléfonos móviles y expitcher profesional de béisbol. Su padre se retiró del béisbol poco después del nacimiento de James, trabajando en una compañía de teléfonos como administrador de cuentas.
Su familia luego se trasladó a Cheshire, Connecticut, donde James practicaba fútbol americano, béisbol, atletismo e incluso estuvo una breve temporada en el equipo de salto. Cortaba el césped del vecindario para ganar dinero, y ganó una beca académica completa en la escuela privada Cheshire Academy.
Sufrió una contusión a los trece años mientras jugaba al fútbol americano, lo que le impidió jugar el resto de la temporada. Así que en lugar de ello, entró en una comunidad de teatro de su ciudad, en la que interpretó a Danny Zuko, en la versión de Grease. Esto le llevó a realizar muchas más funciones en la comunidad, y a los quince años estaba tan apasionado con su desempeño que le pidió a su madre que lo llevara a Nueva York en el verano, para ver si podía conseguir un agente y probar como actor.

## Carrera
Van Der Beek hizo su debut profesionalmente en la Premier de Pulitzer Prize en Nueva York.
Dawson's Creek finalizó en 2003, inmediatamente James regresó a los escenarios de New York, para la Premier de Rain Dance de Lanford Wilson. Completó su primer guion, Winning, una historia de un periodista del mundo de la Major League Baseball.
Van Der Beek ha hecho notables apariciones en la televisión, incluyendo un rol en Ugly Betty, y otro papel en dos episodios de  Mentes criminales en donde interpreta a un joven con Trastorno de personalidad múltiple.
Ha participado en la película independiente The Boy in the Box con Josh Lucas y Jon Hamm. También tuvo una aparición en la serie de la CBS How I Met Your Mother el 21 de abril de 2008. El 6 de noviembre de 2008, TV Guide reportó que Van Der Beek sería el coprotagonista del próximo drama de Eva Adams. Participó en el videoclip "Blow" de la cantante estadounidense "Kesha" como el galán adversario de esta.
James formó parte de la serie Don't Trust the B---- in Apartment 23 que se estrenó en el año 2012, y en la cual protagonizó una versión ficticia de él mismo. Después, actuó en la serie Friends with Better Lives que se estrenó y finalizó en el 2014, con solo cinco episodios.

## Vida personal
El 5 de julio de 2003, Van Der Beek se casó con la actriz Heather McComb. Residían en Los Ángeles y ambos eran asistentes del Kabbalah Center. Se separaron en abril de 2009 y el 20 de noviembre de 2009, Van Der Beek le pidió el divorcio. Este fue finalizado el 31 de marzo de 2010.
El 9 de abril de 2010, Van Der Beek anunció a través de Twitter que él y su novia, Kimberly Brook, estaban esperando su primer hijo juntos. Él y Brook se casaron el 1 de agosto de 2010, en una pequeña ceremonia cerca de Dizengoff Plaza, en Tel Aviv, Israel. Ella tomó su apellido. La pareja tiene 5 hijos: Olivia (25 de septiembre de 2010), Joshua (13 de marzo de 2012), Annabel Leah (25 de enero de 2014), Emilia (23 de marzo de 2016) y Gwendolyn (15 de junio de 2018). En octubre de 2019 anunciaron que estaban esperando su sexto hijo. Sin embargo, en noviembre de ese año Kimberly sufrió un aborto espontáneo. Sufrieron un segundo aborto meses más tarde. En noviembre de 2021 anunciaron el nacimiento de su sexto hijo, Jeremiah.
Al actor le gusta tocar la guitarra y practica deportes; su equipo favorito es el Green Bay Packers.
El 4 de noviembre de 2024 anunció que padecía cáncer colorrectal.

## Filmografía
| Películas   | Películas                                  | Películas                                | Películas                                                                             |
| Año         | Título                                     | Personaje                                | Notas                                                                                 |
| ----------- | ------------------------------------------ | ---------------------------------------- | ------------------------------------------------------------------------------------- |
| 1986        | El castillo en el cielo                    | Pazu (Voz)                               | Títulos alternativos: Laputa: The Flying Island Tenkū no Shiro Rapyuta                |
| 1995        | Angus                                      | Rick Sandford                            |                                                                                       |
| 1996        | I Love You, I Love You Not                 | Tony                                     |                                                                                       |
| 1998        | Cash Crop                                  | James Peterson                           | Títulos alternativos: Harvest A Desperate Season                                      |
| 1999        | Varsity Blues                              | Jonathon "Mox" Moxon                     |                                                                                       |
| 2000        | Scary Movie                                | Dawson Leery                             | No acreditado                                                                         |
| 2001        | Texas Rangers                              | Lincoln Rogers Dunnison                  |                                                                                       |
| 2001        | Jay and Silent Bob Strike Back             | Él mismo                                 |                                                                                       |
| 2002        | The Rules of Attraction                    | Sean Bateman                             |                                                                                       |
| 2005        | Standing Still                             | Simon                                    |                                                                                       |
| 2006        | Danny Roane: First Time Director           | James Van Der Beek                       |                                                                                       |
| 2006        | The Plague                                 | Tom Russell                              | Lanzado en DVD                                                                        |
| 2007        | Final Draft                                | Paul Twist                               |                                                                                       |
| 2009        | Taken in Broad Daylight                    | Tony Zappa                               |                                                                                       |
| 2009        | Stolen Lives                               | Diploma/Roggiani                         |                                                                                       |
| 2009        | Formosa Betrayed                           | Jake Kelly                               | Film para la televisión                                                               |
| 2011        | The Big Bang                               | Adam Nova                                |                                                                                       |
| 2011        | Salem Falls (El círculo de Salem Falls)    | Jack                                     |                                                                                       |
| 2012        | Hacia atrás                                | Geoff                                    |                                                                                       |
| 2012        | Pulsera la magia                           | Joe                                      | Cortometraje                                                                          |
| 2013        | Labor Day                                  | Oficial Treadwell                        |                                                                                       |
| 2015        | Power Rangers (cortometraje)               | Rocky DeSantos / Ranger Rojo             | Cortometraje, el guionista                                                            |
| Televisión  |                                            |                                          |                                                                                       |
| Año         | Título                                     | Rol                                      | Notas                                                                                 |
| 1993        | Clarissa Explains It All                   | Paulie                                   | 1 episodio                                                                            |
| 1995        | As the World Turns                         | Stephen Anderson                         | Piloto no vendido                                                                     |
| 1996        | Aliens in the Family                       | Ethan                                    | 1 episodio                                                                            |
| 1998-2003   | Dawson's Creek                             | Dawson Leery                             | Protagonista, serie de TV 128 episodios                                               |
| 2005        | Three                                      | John-O                                   | Piloto no vendido                                                                     |
| 2006        | Sex, Power, Love & Politics                | Ozzie                                    | Film para la televisión                                                               |
| 2006        | Robot Chicken                              | Varios roles (Voz)                       | 2 episodios                                                                           |
| 2007        | Eye of the Beast                           | Dan Leland                               | Film para la televisión                                                               |
| 2007        | Football Wives                             | Brian Reynolds                           | Piloto no vendido                                                                     |
| 2007        | Mentes criminales                          | Raphael/Tobias Henkel                    | 2 episodios                                                                           |
| 2007        | Ugly Betty                                 | Luke Carnes                              | 1 episodio                                                                            |
| 2008        | How I Met Your Mother                      | Simon                                    | 3 episodios                                                                           |
| 2008-2009   | One Tree Hill                              | Dixon                                    | 3 episodios                                                                           |
| 2009        | Medium                                     | Dylan Hoyt                               | 1 episodio                                                                            |
| 2011        | Ley y orden: Acción Criminal               | Rex Tamlyn                               | Episodio: «Para el niño con el azul De punto»                                         |
| 2011        | Franklin & Bash                            | Nathan                                   | Episodio: «Bachelor Party»                                                            |
| 2012-2013   | Don't Trust the B---- in Apartment 23      | Versión ficticia de él mismo             | Dos temporadas                                                                        |
| 2012        | Ley y Orden: Unidad de Víctimas Especiales | Sean Albert                              | Episodio: «Padre Dearest»                                                             |
| 2013        | El show de Eric André                      | James Van Der Beek Equipo Go!Miembro # 2 | Episodio: «James Van Der Beek / Steve-O» Episodio: «Lauren Conrad; Reese Witherspoon» |
| 2014        | Friends with Better Lives                  | Will Stokes                              | 5 episodios                                                                           |
| 2015 - 2016 | CSI: Cyber                                 | Elijah Mundo                             | Personaje Principal                                                                   |
| 2018        | Pose                                       | Matt Bromley                             | Personaje Principal                                                                   |

### Videos musicales
| Año  | Título | Artista | Rol                       |
| ---- | ------ | ------- | ------------------------- |
| 2011 | «Blow» | Kesha   | Él Mismo/Némesis de Kesha |

## Premios y nominaciones
MTV Movie Awards
| Año  | Destinatario / trabajo Nominado | Premio                                        | Resultado |
| ---- | ------------------------------- | --------------------------------------------- | --------- |
| 1999 | Azules del equipo universitario | Mejor Interpretación Masculina de penetración | Ganador   |
| 2001 | Película de miedo               | Mejor Cameo en una Película                   | Ganador   |

Teen Choice Awards
| Año  | Destinatario / trabajo Nominado | Premio                            | Resultado |
| ---- | ------------------------------- | --------------------------------- | --------- |
| 1999 | el torrente de Dawson           | TV - Elección Actor               | nominado  |
| 1999 | Azules del equipo universitario | Cine - Rendimiento del desbloqueo | Ganador   |
| 2012 | No confíe en la B 23 en Apt     | Choice TV Hombre Scene Stealer    | nominado  |

Premios Blockbuster Entertainment
| Año  | Destinatario / trabajo Nominado | Premio                                      | Resultado |
| ---- | ------------------------------- | ------------------------------------------- | --------- |
| 2000 | Azules del equipo universitario | Actor favorito - Newcomer (Solo a Internet) | nominado  |

Festival de Cine de San Diego
| Año  | Destinatario / trabajo Nominado | Premio      | Resultado |
| ---- | ------------------------------- | ----------- | --------- |
| 2009 | traicionado Formosa             | Mejor actor | Ganador   |

Premios NewNowNext
| Año  | Destinatario / trabajo Nominado | Premio              | Resultado |
| ---- | ------------------------------- | ------------------- | --------- |
| 2011 | JamesVanDerMemes.com            | Premio OMG internet | Ganador   |